# Fitzhead
Fitzhead is een civil parish in het bestuurlijke gebied Somerset West and Taunton, in het Engelse graafschap Somerset met 264 inwoners.